# 감천사
감천사(甘泉寺)는 대구광역시 동구 진인동에 소재한 조계종 소속 절이다. 사회복지법인인 감천복지재단을 두고 있다.

## 역사
감천사는 본래 감천암으로 1936년에 만들어졌다. 암반에서 솟는 샘물때문에 감천암이라 지었다고 한다. 1998년 대웅전을 신축하면서 일반 사찰로 승격되었다.